# Jerzy Szymański (śpiewak)
Jerzy Szymański (ur. 9 marca 1927 w Toruniu, zm. 4 lipca 2015 w Gdańsku) – polski śpiewak operowy (bas) i pedagog.

## Życiorys
Był solistą Opery Bałtyckiej w Gdańsku. Laureat międzynarodowych konkursów wokalnych. Wykładał w Akademii Muzycznej w Gdańsku oraz Akademii Muzycznej w Bydgoszczy. Kształcił takich wykonawców jak: Józef Figas, Andrzej Kosecki, Piotr Kubowicz, Piotr Kusiewicz, Wojciech Lewandowski, Jerzy Mechliński.
Został pochowany na Cmentarzu Oliwskim.

## Wybrane role operowe
- Borys Godunow w Borysie Godunowie Musorgskiego
- Don Basilio w Cyruliku sewilskim Rossiniego
- Gremin w Eugeniuszu Onieginie Czajkowskiego
- Mefisto w Fauście Gounoda
- Stolnik w Halce Moniuszki
- Zbigniew w Strasznym Dworze Moniuszki

## Wybrane odznaczenia i nagrody
- Międzynarodowy Konkurs Wokalny w ’s-Hertogenbosch - wyróżnienie w 1958[2]
- Krzyż Kawalerski Orderu Odrodzenia Polski
- Odznaka „Zasłużony Działacz Kultury”
- Nagroda Muzyczna Miasta Gdańsk
- Nagroda Ministra Kultury i Sztuki